# Alonso Guzmán y Talavera
Alonso Guzmán y Talavera (Talavera de la Reina, 26 de julio de 1535 - ?) fue un religioso español de la orden de San Jerónimo, nombrado primer obispo de Trujillo en el Perú en 1577, pero no llegó a tomar posesión de su sede.

## Biografía
Nacido en Talavera de la Reina, en La Alcarria, ingresó a la orden de San Jerónimo. El 15 de abril de 1577 fue nombrado obispo de Trujillo en el Perú por el papa Gregorio XIII, y aunque llegó a ser consagrado en España, tuvo que renunciar al no haberse concretado la creación de dicha diócesis. Esta información nos la ha transmitido Gil González Dávila en su obra Teatro de las Iglesias de la América, aunque sin precisar mayores detalles sobre su elección y su renuncia.
Inmediatamente fue nombrado en su reemplazo el franciscano Francisco de Ovando, quien tampoco pudo tomar posesión de su sede, pues, por razones desconocidas, se fue dilatando la instalación del obispado trujillano, hasta que el 29 de octubre de 1609, el papa Paulo V, con su autoridad apostólica, confirmó la bula de su predecesor.  El nuevo elegido fue el novohispano Jerónimo de Cárcamo, pero tampoco este llegó a su sede pues falleció en el transcurso del viaje, en 1612. La vida institucional de la diócesis trujillana recién empezó en 1616, cuando el dominico Francisco Díaz de Cabrera y Córdoba tomó posesión de la silla.